# Derrick Burgess
Derrick Lee Burgess (Lake City, 12 agosto 1978) è un ex giocatore di football americano statunitense che ha giocato nel ruolo di defensive end nella National Football League (NFL).

## Carriera professionistica
Stagione 2001
Preso come 63a scelta dai Philadelphia Eagles ha giocato 16 partite di cui 4 da titolare facendo 32 tackle di cui 25 da solo. In più 6 sack.
Stagione 2002
Ha giocato 1 partita con un solo tackle.
Stagione 2003
Non ha giocato nessuna partita.
Stagione 2004
Ha giocato 12 partite di cui 11 da titolare facendo 24 tackle di cui 19 da solo. Inoltre ha fatto 2,5 sack e 4 deviazioni di lanci.
Stagione 2005
Passa agli Oakland Raiders dove gioca 16 partite di cui 12 da titolare con 57 tackle"record personale" di cui 51 da solo. Ed ha fatto 16 sack"record personale" e 3 fumble forzati"record personale".
Stagione 2006
Ha giocato 16 partite tutte da titolare facendo 50 tackle di cui 43 da solo. Inoltre ha 11 sack e un fumble forzato.
Stagione 2007
Ha giocato 14 partite tutte da titolare facendo 39 tackle di cui 32 da solo. Inoltre ha 8 sack e una deviazione difensiva.
Stagione 2008
Ha giocato 10 partite tutte da titolare facendo 24 tackle di cui 16 da solo, 3,5 sack, 2 deviazioni difensive e un fumble forzato ma non recuperato. Ha saltato dalla 6a alla 11a settimana per un infortunio al tricipite. Nella 12 a settimana contro i Denver Broncos finalmente è rientrato. 
Stagione 2009
Dopo non essersi presentato ai primi allenamenti estivi, Burgess è stato scambiato ai Patriots per la 3a e 5a scelta del draft NFL 2010. Ha giocato 16 partite di cui 6 da titolare facendo 35 tackle di cui 28 da solo, 5 sack e un fumble forzato.
Stagione 2010
Nel 2010, Burgess è tornato agli Eagles, ritirandosi a fine stagione.

## Vittorie e premi
- (2) Pro Bowl (2005, 2006)
- (1) First-team All-Pro (2005)
- Leader della NFL in sack (2005)